# Hiroshi Ogawa

Hiroshi Ogawa (小川 博 'Ogawa Hiroshi'?,  nacido el 2 de abril de 1962 en Ashikaga, Tochigi) es un lanzador Japonés de los Chiba Lotte Marines y asesino convicto
El 18 de noviembre de 2004, Ogawa asesinó a una anciana de 67 años, Kazuko Nishiuchi. El asesinato conmocionó al Nippon Professional Baseball. Su número de camiseta 26 fue retirado desde 2005, pero Chiba Lotte Marines dicen que la razón no es el crimen. El 29 de septiembre de 2005, fue sentenciado a cadena perpetua en la corte del distrito de Saitama.